# Villagrande Strisaili
Villagrande Strisaili is een gemeente in de Italiaanse provincie Nuoro (voormalig: Ogliastra) (regio Sardinië) en telt 3577 inwoners (31-12-2004). De oppervlakte bedraagt 211,3 km², de bevolkingsdichtheid is 17 inwoners per km².
De gemeente Villagrande Strisaili staat bekend als een blauwe zone op Sardinië. Het is een van de 6 gemeenten met deze titel.
De volgende frazioni maken deel uit van de gemeente: Villanova Strisaili.

## Demografie
Villagrande Strisaili telt ongeveer 1218 huishoudens. Het aantal inwoners daalde in de periode 1991-2001 met 1,7% volgens cijfers uit de tienjaarlijkse volkstellingen van ISTAT. 22 jaar later werd een nieuwe telling gehouden, het aantal inwoners is in vergelijking met de telling van 2001 met 747 inwoners gedaald. Er is sprake van een afname van het aantal inwoners in Villagrande Strisaili.
| Jaar | Inwoneraantal |
| ---- | ------------- |
| 1991 | 3.761         |
| 2001 | 3.697         |
| 2004 | 3.577         |
| 2018 | 3.186         |
| 2023 | 2.950         |

## Geografie
De gemeente ligt op ongeveer 750 meter boven zeeniveau.
Villagrande Strisaili grenst aan de volgende gemeenten: Arzana, Desulo, Fonni, Girasole, Lotzorai, Orgosolo, Talana, Tortolì.
Arzana · Bari Sardo · Baunei · Cardedu · Elini · Gairo · Girasole · Ilbono · Jerzu · Lanusei · Loceri · Lotzorai · Osini · Perdasdefogu · Seui · Talana · Tertenia · Tortolì · Triei · Ulassai · Urzulei · Ussassai · Villagrande Strisaili
1. ↑  https://demo.istat.it/?l=it.
2. ↑  Simons, Jiske, Sardinië, Italië. Jilzi (19 augustus 2021). Geraadpleegd op 5 november 2023.